# Wapen van Idaarderadeel

Het wapen van Idaarderadeel

Het wapen van Idaarderadeel werd op 7 oktober 1818 per besluit door de Hoge Raad van Adel aan de Friese gemeente Idaarderadeel bevestigd. Vanaf 1984 is het wapen niet langer als gemeentewapen in gebruik omdat de gemeente Idaarderadeel opging in de gemeente Boornsterhem. In het wapen van Boornsterhem is de wassenaar overgenomen uit het wapen van Idaarderadeel.

## Blazoenering
De blazoenering van het wapen luidt als volgt:
Van lazuur beladen met twee halve manen van goud, paalsgewijze ruggelings boven elkander geplaatst. Het schild gedekt met een kroon van goud.

## Verklaring
Bij de site Nederlandse Gemeentewapens is de oorsprong of betekenis van dit wapen niet bekend. In de heraldiek is de wassenaar een bekend symbool, dat naar een verleden in de Kruistochten verwijst. Het adellijke geslacht Roorda is in Friesland zeer oud en talrijk aanwezig geweest. De oudste vermelding van deze familie stamt uit 755. Deze familie leverde vele kruisvaarders. Verder is in het wapen van Poppe van Roorda is een wassenaar opgenomen. Mogelijk heeft men in het wapen van Idaarderadeel hiermee willen verwijzen naar de aanwezigheid van het geslacht Roorda in de gemeente. Zo was Karel van Roorda grietman van Idaarderadeel en de eerste bezitter van de Codex Roorda.

## Verwante wapens

Wapen van Boornsterhem